# Maupin
Maupin è una città degli Stati Uniti d'America situata nell'Oregon, nella Contea di Wasco.
La città sorge sul fiume Deschutes, affluente del fiume Columbia, e prende il nome dal colono e pioniere Howard Maupin (1815–1887)che possedeva una fattoria e un traghetto nelle zone limitrofe del paese.
La sua economia è basata sull'attività all'aria aperta (pesca e rafting).